# مالكوم سكوت (سياسي)
مالكوم سكوت (بالإنجليزية: Malcolm Scott)‏ هو فلاح وسياسي أسترالي، ولد في 11 مايو 1911 في أستراليا، وتوفي في 31 مايو 1989 في نفس البلد. حزبياً، نشط في الحزب الليبرالي الأسترالي. وقد انتخب عضو مجلس الشيوخ الأسترالي ‏ عن دائرة أستراليا الغربية (22 فبراير 1950 – 30 يونيو 1971).